# NGC 5559
NGC 5559 هي مجرة حلزونية تبعد 240 مليون سنة ضوئية تقع في كوكبة العواء (كوكبة).

## وصلات خارجية
- NGC 5559 على موقع ويكي سكاي: DSS2, SDSS, GALEX, IRAS, Hydrogen α, X-Ray, Astrophoto, Sky Map, Articles and images